# Francisco Tortellá
Francisco Tortellá Rebassa (* 2. September 1937 in Sineu) ist ein ehemaliger spanischer Radrennfahrer und nationaler Meister im Radsport.

## Sportliche Laufbahn
Tortellá war im Bahnradsport und im Straßenradsport aktiv. Er war Teilnehmer der Olympischen Sommerspiele 1960 in Rom. Er startete dort im Bahnradsport. Im Sprint schied er in den Vorläufen aus. Der spanische Bahnvierer mit José María Errandonea, Francisco Tortellá, Miguel Martorell und Miguel Mora kam in der Mannschaftsverfolgung nicht über die Qualifikationsrunde hinaus.
Die nationale Meisterschaft im Sprint der Amateure gewann er 1955, 1956, 1959 und 1960. Bei den Radprofis holte er den Titel 1963 bis 1965. 1964 wurde er Meister in der Einerverfolgung.
1958 gewann er die nationale Meisterschaft im Straßenrennen der Amateure vor Juan Paris. Im Gran Premio Cataluña war er 1957 und 1958 erfolgreich.
Von 1962 bis 1967 war er als Berufsfahrer aktiv. Zuvor fuhr er zwei Jahre als Unabhängiger. Als Radprofi gewann er 1963 eine Etappe der Andalusien-Rundfahrt. 1965 wurde er hinter Antonio Bertrán Zweiter der Trofeo Masferrer.